# Traian Iordache
Traian Iordache (n. 10 octombrie 1911, București, România – d. 3 aprilie 1999, România) a fost un fotbalist și antrenor român care a jucat pe postul de atacant. A devenit împreună cu Ștefan Dobay golgeterul Diviziei A în sezonul Divizia A 1936-1937 cu echipa Unirea Tricolor București, înscriind 21 de goluri.

## Meciuri
- Meciuri jucate în Divizia A: 93 meciuri - 66 goluri
  - Golgeter al României: 1936–37